# Nevillina
Nevillina es un género de foraminífero bentónico de la subfamilia Miliolinellinae, de la familia Hauerinidae, de la superfamilia Milioloidea, del suborden Miliolina y del orden Miliolida. Su especie tipo es Biloculina coronata. Su rango cronoestratigráfico abarca el Holoceno.

## Clasificación
Nevillina incluye a las siguientes especies:
- Nevillina coronata
- Nevillina elongata